# Felipe Arche Hermosa
Felipe Arche Hermosa (Camargo, 1911 - Madrid, 23 d'octubre de 1987) fou un polític espanyol, procurador en Corts i governador civil durant el franquisme.
Militant de Falange Española, en 1935 fou cap local a Muriedas i el 1936 cap local a Santander, en la que fou un dels organitzadors del cop d'estat del 18 de juliol. L'abril de 1943 fou nomenat membre de la gestora que governava la Diputació de Santander, càrrec que va ocupar fins a abril de 1949. De 1946 a 1949 fou procurador en Corts designat per Delegació Nacional de Sindicats. De novembre de 1950 al febrer de 1963 fou governador civil de la província de Jaén Després de 13 anys en el càrrec fou nomenat governador civil de la província d'Alacant. Va ocupar el càrrec fins a abril de 1966. Després va entrar a formar part del consell d'administració de l'empresa Distribuciones de Butano Crae SA (Dibucrae), del que també en fou president fins a la seva mort l'octubre de 1987.

## Obres
- Jaén resurge: (memoria de XII años de gobierno) (1963)